# Campionato sudamericano maschile di pallacanestro 1973
Il 25º Campionato dell'America Meridionale Maschile di Pallacanestro (noto anche come FIBA South American Championship 1973) si è svolto dal 26 luglio al 7 agosto 1973 a Bogotà in Colombia. Il torneo è stato vinto dalla nazionale brasiliana.
I FIBA South American Championship sono una manifestazione contesa dalle squadre nazionali dell'America meridionale, organizzata dalla CONSUBASQUET (Confederazione America Meridionale), nell'ambito della FIBA Americas.

## Squadre partecipanti
- Argentina
- Brasile
- Cile
- Colombia
- Ecuador
- Paraguay
- Perù
- Uruguay

## Classifica finale
| Pos | Squadra   | V-P |
| --- | --------- | --- |
|     | Brasile   | 7-0 |
|     | Argentina | 6-1 |
|     | Perù      | 5-2 |
| 4   | Uruguay   | 3-4 |
| 5   | Cile      | 3-4 |
| 6   | Colombia  | 3-4 |
| 7   | Paraguay  | 1-6 |
| 8   | Ecuador   | 0-7 |